# Cinq Minarets à New York
Pour plus de détails, voir Fiche technique et Distribution.
Cinq Minarets à New York (Five Minarets in New York en anglais) est un film américan réalisé par Mahsun Kırmızıgül et sorti en 2010.
Il a été un très gros succès en Turquie, battant les précédents records du réalisateur Mahsun Kırmızıgül avec près de 800 000 spectateurs seulement trois jours après sa sortie en salle. Il est également le plus gros succès de l'année 2010 au box-office turc, avec 31 496 595 TL de revenus.

## Fiche technique
- Titre français : Cinq Minarets à New York
- Titre original : Five Minarets in New York
- Réalisation : Mahsun Kırmızıgül
- Musique : Tevfik Akbaşlı (en), Yildiray Gürgen et Mahsun Kırmızıgül
- Pays :  États-Unis
- Durée : 117 minutes
- Date de sortie : 5 novembre 2010

## Distribution
- Haluk Bilginer : Hadjı Gümüş
- Mahsun Kırmızıgül : Fırat
- Mustafa Sandal : Acar
- Gina Gershon : Maria
- Robert Patrick : Ajan Baker
- Danny Glover : Marcus
- Murat Ünalmış : Ülkücü Reisi
- Bora Sivri : Burhan
- Zafer Ergin : İstanbul Emniyet Müdürü
- Hüseyin Avni Danyal : Polis Şefi
- Ali Sürmeli : Ağlayan Hoca
- Salih Kalyon : Polis Komiseri
- Suna Selen : Hacı Gümüş'ün Annesi
- Eşref Kolçak : Fırat'ın Dedesi
- Engin Altan Düzyatan : Timur
- Tayfun Sav : Interpol Yasin
- Bob Ari : Avukat Friedman
- Yüksel Arıcı : Muhbir Polis
- Ali Güney : Deccal